# Nimbaspis squamosa
Nimbaspis squamosa är en insektsart som beskrevs av Alfred Serge Balachowsky och Michael D. Ferrero 1967. Nimbaspis squamosa ingår i släktet Nimbaspis och familjen pansarsköldlöss.
Artens utbredningsområde är Centralafrikanska republiken. Inga underarter finns listade i Catalogue of Life.